# Vlad Topalov
Vladislav Michajlovič Topalov (in russo Владислав Михайлович Топалов?; Mosca, 25 ottobre 1985) è un cantante, ballerino e attore russo.

## Biografia
Verso la fine degli anni novanta Vlad Topalov, poco più che bambino, divenne membro, insieme al cugino Sergej Lazarev, dei "Figli del Neposedy", un famoso coro russo comprendente molti di quelli che negli anni a venire sarebbero diventati artisti affermati in patria e al livello mondiale, come Julia Volkova, Lena Katina, Nastja Zadorožnaja e  Julija Malinovskaja.
Nel 2000 i due cugini fondarono gli Smash!! e l'anno seguente furono messi sotto contratto dalla Universal Music Russia, diventando una delle pop band più famose in Russia tra il 2002 e il 2004. Nonostante una breve carriera, il duo vanta cinque hit alla posizione numero 1, diversi premi e milioni di copie vendute in Russia, Comunità degli Stati Indipendenti e Asia dell'Est (incluse Hong Kong, Taiwan e Thailandia).
Topalov pubblicò, senza la partecipazione del collega Lazarev, ancora un album sotto il nome del Smash!! con sette musicisti, a causa di obblighi contrattuali della band con la Universal Music. Già verso la fine del 2004, infatti, Lazarev meditava sulla possibilità di intraprendere una carriera da solista in Russia e ciò provocò lo scioglimento della band, che avvenne ufficialmente nel 2006. Poco dopo la rottura, anche Topalov seguì le orme del suo ex collega, intraprendendo la propria carriera solista, pubblicando tra il 2006 e il 2010 quattro album in studio e diversi singoli per tutto il quindicennio successivo.

## Vita privata
Nel 2008 ha dichiarato di aver fatto regolarmente uso di cocaina e di ecstasy, e che questa fu una delle ragioni per la quale la band si sciolse anni prima.
Dal suo secondo matrimonio con la cantante e conduttrice ucraina Regina Todorenko è nato un figlio, Michajl, nel dicembre 2018. Nel luglio 2022 la coppia ha avuto un altro figlio, Miroslav.

## Discografia

### Da solista

#### Album in studio
- 2006 – Odinokaja zvezda
- 2008 – Pust' serdce rešaet
- 2008 – I Will Give It All To You
- 2010 – How Can It Be

#### Singoli
- 2005 – Vozvraščajsja domoj
- 2005 – Mečta
- 2005 – The Dream
- 2005 – Kak že tak možet byt'
- 2006 – Za ljubov'
- 2008 – Ne vernut'sja
- 2008 – Perfect Criminal
- 2009 – Satisfied
- 2010 – Gorizonty
- 2010 – Make You Mine
- 2010 – Ty ne so mnoj
- 2014 – Bez tormozov
- 2015 – Otpusti
- 2015 – Ja pomnju
- 2016 – Parallel'naja
- 2017 – Dostala menja
- 2018 – Tam, gde ty
- 2018 – Orel ili reška
- 2019 – Pasadena
- 2021 – Ja ne podvedu
- 2021 – Otec
- 2021 – Vsegda s toboj

#### Collaborazioni
- 2006 – Novaja osen' (Con Anna Nova)
- 2007 – Nebo (con Domenik Giokerij)
- 2007 – Cunami (con Renata Piotrovski)
- 2008 – Najdu tebja (con Yasha)
- 2010 – Soči (con Natalia Fironova & Laura Alpata)
- 2012 – I Don`t Care (con Stas Shurins)
- 2016 – Tesnye svjazi (con Kristelle)
- 2019 – I ljubov' (con Masha Veber)
- 2020 – Pesenka Pandy i Popugaja (Mir obnjat') (con Vintage)
- 2020 – Časovye pojasa (con Regina Todorenko)
- 2021 – Novyj god (con Sergej Lazarev)